# Alf Nilsson (musiker)
Alf Gustaf Nilsson, född 1 april 1940, död 6 juni 2020 i Högalids distrikt, Stockholm, var en svensk oboist och professor.
Nilsson studerade vid Kungliga Musikhögskolan 1957–1961 och var anställd i Kungliga hovkapellet 1958–1962, samt solist i Kungliga filharmonikerna från 1961. Lärare vid Kungliga Musikhögskolan sedan 1973. Nilsson invaldes den 13 maj 1985 som ledamot nr 837 av Kungliga Musikaliska Akademien och tilldelades 1988 Litteris et Artibus. 